# 関西大学野球部
関西大学野球部（かんさいだいがくやきゅうぶ）は、関西学生野球連盟に所属する大学野球チーム。関西大学の学生によって構成されている。
ユニフォームの表記は、2010年度まで「KWANSAI」（大学の正式な英語表記はKansai University）であったが、2011年度からは「KANSAI」と記されることになった（同年1月17日に、同学とミズノとの間で連携協定が締結されたことで、新しいユニフォームが供給されるようになった）。また、野球帽には「K」の1文字が取り付けられている。関西学院大学との関関戦が看板カードとなっている。

## 創部
1915年（大正4年）に創部。
1931年（昭和6年）の旧関西六大学連盟設立までは、岩崎卯一野球部部長（のち関大学長）、田中義一幹事長（のち阪神タイガース第2代球団代表）らが、それまで学部生・予科生で編成された「千里山野球部」、専門部生で編成された「天六野球部」の合併を主導し、また米国への海外遠征で野球部強化に積極的に取り組み、野球部は当時の強豪関西学院に比肩する実力を得た。

## 歴史

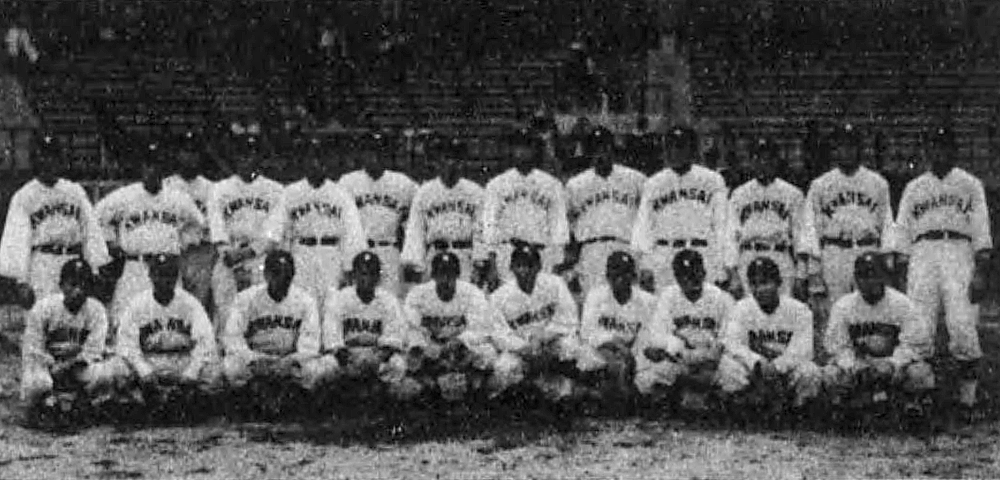
関西大学野球部（1935年）

1923年（大正12年）、同志社、関学高商部と3校リーグ戦を結成。
1927年（昭和2年）、第4回全国高等専門学校野球大会で予科チームが優勝。
1929年（昭和4年）、同志社、京都帝大と関西3大学野球連盟を結成する。
1930年（昭和5年）、初のアメリカ遠征を行い、10戦6勝4敗の成績を収めた。
1931年（昭和6年）、旧関西六大学リーグ発足時より参加。同年、西村幸生投手の入部をきっかけにチームは黄金期を迎えた。同年11月26日、日米野球第15戦（甲子園球場）で関大は左腕の本田竹蔵と西村幸生両投手、大橋棣、有津佳奈馬（のちセ・リーグ審判員）らを擁して、全米選抜チームと対戦し2-7で敗退。先発の本田が序盤の3回で6失点を喫したが、西村が5回を1失点に抑えた。
1932年（昭和7年）、本田竹蔵と西村幸生両投手を擁して春秋リーグ戦を連覇。同年秋から翌年頭にかけて、東西交流戦で来阪し対戦した東京六大学の強豪校（明立慶法早）を西村幸生の豪腕が冴え次々となぎ倒し事実上の大学日本一の座に就き、早くも全国にその名を轟かせた。加えて、来日したミシガン大学を6-1で下した。
1933年（昭和8年）、西村幸生と北井正雄の両輪や西村正夫らを擁して春秋リーグ戦を連覇し4季連続優勝（4連覇）を果たす。翌1934年（昭和9年）、関大が一時的に連盟を脱退。
1935年（昭和10年）、西村幸生、北井正雄、御園生崇男、鈴木鶴雄（旧姓: 田上、のち関大監督）らの強力投手陣、黒沢俊夫（のち中退）らの打撃陣で春秋リーグ戦を連覇。翌1936年（昭和11年）、菊矢吉男と共に御園生投手が在籍わずか1年ばかりで中退し、新たに創設された職業野球の大阪タイガースに入団。しかし、最上級生西村幸生らの活躍で春秋リーグ戦を連覇し4季連続優勝（4連覇）を達成。西村投手は卒業後大阪タイガースに入団した。連盟を一時的に脱退していた1934年の1年2季を挟んで4連覇を2回達成した。
1931年秋のリーグ戦開始から1940年（昭和15年）まで、立命館大との2強対決（関立戦）を演じ、京都帝大の2回以外は全てこの2校のどちらかが優勝していた（関大12回、立命5回）。翌1941年（昭和16年）から戦争中断を挟み戦後の1946年（昭和21年）までは同志社大が6連覇を遂げている。同31年秋から1981年（昭和56年）まで実施された旧関西六大学リーグ時代に3度の4連覇、1度の3連覇をはじめ旧リーグ最多31回の優勝を果たし、まさに関西六大学の盟主といえるような存在だった。
戦後の1947年（昭和22年）から5回実施された、東京六大学、東都大学、そして旧関西六大学の3連盟間で王座を決定する全国大学野球王座決定戦の第3回大会（1949年）と第5回大会（1951年）に出場したが、いずれも3校優勝預かりという結果になった。
1950年代前後を通じて、関関戦の相手校関西学院も強く、1949年（昭和24年）春から1959年（昭和34年）秋の22シーズン中、関学が8回、関大が9回と両校の優勝が大半を占めた。この時代は、巧打の大津淳（54年卒）らが活躍した。
1956年（昭和31年）、法元英明、中西勝己ら上級生投手陣が中退しプロの世界へ入った後、エース村山実が上田利治との2回生バッテリーで全試合完投し活躍。3回生難波昭二郎の活躍もあり、第5回全日本大学野球選手権大会準決勝で木村保投手や森徹擁する早稲田大を6-1で、決勝で島津四郎投手や人見武雄擁する東都勢の日本大を僅差の2-1で破り、東京六大学以外の大学として初優勝を果たす。しかし、村山実が右肩痛を発症した翌1957年（昭和32年）の第6回大会では、長嶋茂雄・杉浦忠・本屋敷錦吾ら「立教3羽烏」が最上級生にいた立教大に準決勝で3-5で敗退。村山・上田のバッテリーが最上級生となった翌1958年（昭和33年）の第7回大会でも、準決勝でまたしても因縁の立大に4-9で敗れ去った。同1957年には、在日米軍慰問で来日し東京や関西の大学と対戦していたアラバマ大学野球部と親善試合を行った。
1961年（昭和36年）、春季リーグ戦優勝。春季6勝0敗の成績でチームを牽引した2回生エース村瀬広基や藤井栄治らを擁するも、第10回全日本大学野球選手権大会決勝で宮田征典投手の日本大に2-10で大敗。この一件で高木太三朗監督と揉めた村瀬は同年9月に中退し巨人軍に入団。
1962年（昭和37年）、入れ替え戦を軸とする関西大学野球連合設立に旧関西六大学野球連盟も参加。同62年の第11回全日本大学野球選手権では準決勝で新興駒沢大に2-3（延長17回）で敗退。
1963年（昭和38年）、秋季リーグで優勝するもののエース西川克弘が広島カープと秘密裏に契約していた「西川事件」が発覚した。近大松田博明監督によれば同大渡辺博之監督による関大の除名処分の動きも強硬であったが、西川はアマチュア資格剥奪（西川と雑賀幸男が中退し広島入団）、関大はリーグ優勝取り消し処分を下され、翌年春季リーグ出場辞退に追い込まれる形で決着した。これがきっかけとなり当時の野球部監督及び部長が辞任することとなった。
1969年（昭和44年）、高野連技術振興委員長や高校野球解説者としても活躍したOBの達摩省一監督の時代、再び関大野球部は黄金期を迎える。達摩の誘いで山口高志投手（通算46勝〈旧関六・現リーグ歴代1位〉11敗、73年卒）が入部。山口在学中の4年8季のうち、3回生だった1971年春季リーグ戦で増岡義教投手が活躍した同志社に優勝をさらわれた以外、7季で優勝を果たす。しかし大学選手権では、1969年第18回大会（4回生エース久保田美郎 (通算30勝、70年卒)  を擁し準決勝の日大戦で0-3）、1970年第19回大会（準決勝の法大戦で横山-池田の継投に対し山口の完投で延長20回、4回生杉政忠雄のサヨナラ本塁打により3x-2、同日30分後の決勝の中京大戦には登板せず1-5）。同じく明治神宮大会では、1970年第1回大会（準決勝の東海大戦で0-1）、1971年第2回大会（準決勝の日大戦で0-1）と、全国優勝には手が届かなかった。
山口が最上級生となった1972年（昭和47年）、第21回全日本大学野球選手権大会において準決勝で中京大を4-0で、決勝で慶応大を1×-0で破り2度目の優勝。同年秋、第3回明治神宮野球大会1回戦の中京大を2×-1で下し、続く慶応大（ノーヒットノーラン ）、早稲田大、決勝の法政大の東京六大学勢をすべて完封シャットアウトして初優勝。この年は、関西六大学リーグでの春・秋連覇を含め、大学選手権制覇、神宮大会制覇と大学球界史上初となるグランドスラム（4冠）を達成した。また、この年の秋季リーグ大阪商大1回戦でサヨナラ負けをし、山口が3回生だった1971年春季リーグ関学1回戦以来継続していた個人連勝記録が21でストップした。あわせて関大のチーム連勝記録も26でストップしたが、これらは2023年現在も連盟記録である。同年7月の第1回日米大学野球選手権大会日本代表には、達摩監督以下、山口高志、田中昭雄、山口円が参加し、優勝した日本チーム4勝のうち山口高志がオール完投で3勝を挙げ、大会MVPに選ばれた。
しかし、推薦入学制度の見直しなどもあり1970年代半ばから80年代以降は低迷期に入る。この時代、中島滋典（通算25勝、79年卒）、81年秋の優勝決定戦で延長17回の末に近大（近大初の春秋連覇）に敗れた 早瀬万豊投手（通算23勝、82年卒。のち関大監督）らが投手陣を支えた。
1982年（昭和57年）、連合が解体され関西学生野球連盟発足に参加。「大学野球本来の姿である（関関戦や同立戦を実施できる）対抗戦形式に戻す」動きに関大が主導的役割を果たした。同年秋季リーグでは京大の後塵を拝して最下位に陥る。この時代、通算30勝を挙げた萩原健吾（通算30勝28敗、85年卒）、佐藤尚巧（通算17勝20敗、87年卒）らが投手陣を支えた。
80年代後半には酒井光次郎投手擁する近畿大がリーグ戦6連覇を遂げた。その酒井らが卒業した1990年代前半から半ばにかけてリーグ戦の行方は近大1強から混迷した展開となる。1990年春秋リーグ戦は長谷川滋利の立命と杉浦正則の同大が優勝。この時代、島本省二（通算13勝16敗、89年卒）らが投手陣を支え、スイッチヒッター金谷康成（91年卒）らが打撃陣で活躍した。
1991年（平成3年）春季リーグで4回生池添修世（通算18勝21敗）と3回生高木貴（通算12勝17敗）両投手や、池添高木らと共に同年の日米大学野球代表メンバーの3回生藤原慎二や2回生尾嶋伸治ら打撃陣の活躍で、1972年以来19年ぶりの優勝を遂げた。続く第40回全日本大学野球選手権準決勝で2回生渡辺秀一投手擁する神奈川大を5-3で下し、決勝で作山和英と斎藤隆両投手や金本知憲らを擁する東北福祉大に延長17回の末2-4で敗れ準優勝。
以降、関大岡本晃（通算16勝6敗、96年卒）や千崎直人（通算11勝9敗、96年卒）、近大大塔正明と1年下今井圭吾、同大細見和史、関学木原栄一郎と2年上の本荘雅章（のち関学監督）、立命水田章雄と1年上金森隆浩らが投げ合い、各校が優勝する展開となる。関大も岡本晃や浦口雅広らの投打が最上級生だった1995年（平成7年）春季リーグで、主戦岡本が開幕同志社1回戦でノーヒットノーランを達成するなど活躍しリーグ優勝を果たした。続く第44回全日本大学選手権は初戦2回戦で1回生上原浩治投手擁する大阪体大に2-5で敗退。しかし90年代後半から2000年代になると、二岡智宏らを擁する近大の連覇が再び続き、時に立命などが近大に互する展開が続いた。この時代、小川仁（通算24勝17敗、02年卒）、増田陽紀（通算20勝11敗、05年卒）、黒川隆年（通算10勝10敗、05年卒）、岩田稔投手（通算6勝10敗、06年卒）、02夏の甲子園優勝投手の田辺佑介（通算12勝11敗、07年卒）らが投手陣を支えた。
2014年（平成26年）、通算30勝を挙げた3回生石田光宏投手らの活躍で秋季リーグ戦優勝。続く関西地区代表決定戦を勝ち抜き第45回明治神宮野球大会に1972年以来42年ぶりに出場。以降、吉川峻平投手（17年卒）、通算15勝を挙げた阪本大樹（18年卒）、同20勝を挙げた山本隆広（19年卒）らの活躍で、2016年、2017年、2019年、2021年、2022年、2023年の各秋季リーグ戦で2連覇や3連覇など優勝を果たし「秋」に強さを発揮、かつての強さが復活している。
2019年（令和元年）、4回生森翔平と3回生高野脩汰らの投手陣、2回生野口智哉遊撃手らを擁して秋季リーグ戦優勝後、関西地区代表決定戦で4回生大西広樹投手らの大阪商大に敗れたものの関西第2代表となり第50回明治神宮野球大会進出。同大会準決勝で3回生牧秀悟らの中央大を破り勝ち上がってきた東海大を8-7（延長10回）で下し、1972年以来47年ぶりの決勝進出となるも慶応大に0-8で敗れ準優勝に留まる。
関西学生野球連盟で2023年秋まで、旧リーグ時代から通算してリーグ優勝40回（近畿大に次いでリーグ2位。旧リーグのみでは31回で1位）を誇る。

## 本拠地
KAISERS BASEBALL FIELD（大阪府吹田市千里山東）

## 記録
- リーグ優勝 40回（旧関西六大学リーグを含む。優勝回数はリーグ2位）
- 全日本大学野球選手権大会 出場11回、優勝2回（1956年、1972年）、準優勝3回（1961年、1970年、1991年）
- 明治神宮野球大会 出場6回、優勝1回（1972年）、準優勝1回（2019年）

## 主な出身者
Category:関西大学野球部の選手も参照。
- 森田忠勇 - 市岡中出身 / 関大野球部監督、大阪タイガース二軍監督、セントラル・リーグ公式記録員
- 大橋棣 - 浪速中出身 / 大阪（内野手・投手）
- 西村幸生 - 宇治山田中出身 / 大阪（投手）。1945年フィリピンの戦いで戦死。
- 西村正夫 - 高松商業出身 / 阪急（外野手）、後にコーチ・監督
- 北井正雄 - 大社中出身 /  阪急（投手）。現役中に死去。
- 黒沢俊夫 - 八尾中出身 / 金鯱・大洋→西鉄・巨人（外野手）。中退。現役中に死去。1947年に沢村栄治と共に、日本プロ球界初の永久欠番の指定を受けた。
- 鈴木鶴雄 - 耐久中出身 / 金鯱（投手）。後に関大野球部監督。
- 御園生崇男 - 山口中出身 / 大阪（投手）。1年で中退し設立されたばかりの大阪タイガースに入団。
- 菊矢吉男 - 八尾中出身 / 御園生と共に中退し大阪タイガース入団。大阪から大東京軍→ライオン軍→朝日軍・ゴールドスター（野手・投手）。後に藤井寺の菊水高（廃校）・冨田林高監督。
- 岡本利之 - 米子中出身 / ライオン軍（捕手・野手・投手）。後に境高・米子東高監督。
- 中河美芳 - 鳥取一中出身 / イーグルス→黒鷲軍（一塁手・投手）。3ヶ月で中退。戦死。
- 青木一三 - 市岡中出身 / 大阪タイガースのプロ野球スカウトで名を馳せた。
- 大津淳 - 明石高出身 / 日本生命を経て大阪→阪神（外野手）
- 池西増夫 - 西条高出身 / 元電電近畿硬式野球部監督、元NHK高校野球解説者
- 平井嘉明 - 立命館高出身 / 大毎（内野手）。法元は同期。
- 法元英明 - 八尾高出身 / 中日（投手）。中退し1956年中日入団。
- 森本達幸 - 奈良・郡山高出身 / 京都大丸（投手）を経て母校の郡山高監督。
- 中西勝己 - 市岡高出身 / 毎日→大毎→東京オリオンズ（投手）。中退し1956年毎日入団。
- 難波昭二郎 - 高槻高出身 / 巨人・西鉄（内野手）。引退後は音楽業界に転ずる。平井法元森本は1学年上、中西は同期、村山上田は1学年下。
- 村山実 - 住友工業高出身 / 大阪→阪神（投手）、後に阪神コーチ・監督
- 上田利治 - 徳島海南高出身 / 広島（捕手）、後に阪急コーチ・監督
- 達摩省一 - 寝屋川高出身 / 元関大野球部監督、元NHK高校野球解説者、元高野連技術振興委員長。村山上田と同期。
- 富恵一 - 萩高出身 / 阪神（外野手）。32歳で夭折。
- 中井悦雄 - 大鉄高出身 / 1年で中退し阪神・西鉄（投手）。36歳で夭折。
- 西川克弘 - 吹田高出身 / 中退し広島・南海（投手）。
- 雑賀幸男 - 和歌山商業高出身 / 中退し広島（内外野手）。西川と同期。
- 藤井栄治 - 登美ヶ丘高出身 / 阪神（内外野手）
- 村瀬広基 - 関大一高出身 / 中退し巨人（投手）。
- 堀田明 - 興国商業高出身 / 巨人（外野手）
- 土佐秀夫 - 浪商高出身 / 元新日鐵広畑監督、元NHK高校野球解説者、元高野連技術振興委員
- 久保田美郎 - 安来高出身 / 元熊谷組監督。山口高志の3学年上の投手。
- 佐竹政和 - 扇町商業高出身 / 元日本生命監督、元NHK高校野球解説者、元豊田大谷高監督、日本野球連盟評議員。久保田と同期の捕手。
- 白滝政孝 - 奈良・郡山高出身 / 中日・近鉄（外野手）。久保田佐竹の1学年下。
- 杉政忠雄 - 平安高出身 / 西川物産（内野手）。白滝と同期。
- 山口高志 - 市立神港高出身 / 松下電器を経て阪急（投手）、後にコーチ・スカウト、関大野球部コーチ。
- 山口円 - 鳴門高出身 / 松下電器（遊撃手）
- 長沢和雄 - 関大一高出身 / 大丸（内外野手）を経て大阪桐蔭高監督、帝塚山大監督。両山口と同期。
- 前田正治 - 明星高出身 / 元日本新薬監督、元NHK高校野球解説者
- 早瀬万豊 - 作陽高出身 / 関大野球部監督、元日本生命監督。
- 西谷浩一 - 報徳学園高出身 / 大阪桐蔭高監督
- 岡本晃 - 三田学園高出身 / 近鉄・オリックス（投手）
- 浦口雅広 - 東洋大姫路高出身 / 大阪ガス（内野手）
- 岩田稔 - 大阪桐蔭高出身 / 阪神（投手）
- 小牧憲継 - 京都成章高出身 / 京都国際高監督
- 吉川峻平 - 関大北陽高出身 / シャンバーグ・ブーマーズ（投手、現役）
- 森翔平 - 鳥取商業高出身 / 広島（投手、現役）
- 野口智哉 - 鳴門渦潮高出身 / オリックス（内野手、現役）
- 高野脩汰 - 出雲商業高出身 / 千葉ロッテ（投手、現役）
- 金丸夢斗 - 神港橘高出身 / 中日（投手、現役）

## 不祥事
同部の部員が、振り込め詐欺に利用する架空口座を開設しようと別の大学生に依頼し、断られた腹癒せに現金を脅し取ろうとしたとして、2009年8月に恐喝容疑で逮捕・起訴された。さらに部員二人の証拠隠滅容疑もあり、当初は2週間の活動停止予定だったが、一ヶ月延期となった（産経新聞2013年8月3日より）。この事件の責任を取る形で、当時の野球部監督や顧問らが辞任した。